# ノルマンディー級戦艦
| ノルマンディー級戦艦 | ノルマンディー級戦艦 |
| -------------------- | --- |
|                      | |
| 艦級概観             | |
| 艦種                 | 戦艦 |
| 艦名                 | 地方名 |
| 前級                 | プロヴァンス級戦艦 |
| 次級                 | リヨン級戦艦 orダンケルク級戦艦 |
| 性能諸元             | |
| 排水量               | 25,230トン |
| 全長                 | 175.6m 170.6m（水線長） |
| 全幅                 | 27m |
| 吃水                 | 8.65m |
| 機関                 | 形式不明重油・石炭混焼缶21基+直結タービン2基&VTE社レシプロ機関2基4軸推進 |
| 最大出力             | 32,000shp |
| 最大速力             | 21ノット |
| 航続距離             | 12ノット/6,500海里 |
| 乗員                 | 1,200名 |
| 兵装                 | M1912型34cm（45口径）四連装砲3基12門 M1910型13.9cm（55口径）単装速射砲24門 47mm単装砲6基6門 450mm水中魚雷発射管単装6門 |
| 装甲                 | 舷側装甲帯：300mm（主装甲）、240mm（舷側上部）、180～130mm（艦首尾部） バーベット：284mm 50mm（上甲板）、50mm（下甲板）)、70mm（主甲板傾斜部） 砲塔：350mm（前盾）、250mm（側盾） 副砲ケースメイト：160～180mm 10mm+10mm+10mm（水線下多層防御） |

ノルマンディー級（ノルマンディーきゅう、Classe Normandie）はフランス海軍の戦艦の艦級。四連装砲塔三基（45口径13.4インチ砲計12門）を搭載した、特徴的な超弩級戦艦である。5隻が起工されたが、第一次世界大戦で建造が中断、4隻は進水したが武装は地上戦に転用され、機関は小型艦艇に流用され、就役に至らなかった。
世界大戦終結後の列強が建艦競争に奔走する一方、フランスの海軍再建は遅滞して本級は完成しなかった。4隻はワシントン海軍軍縮条約で破棄されることになり、5番艦「ベアルン」のみ航空母艦へ改造されて竣工した。

## 概要
フランス海軍は、弩級戦艦の建造で出遅れた。準弩級戦艦のリベルテ級やダントン級を建造したあと、クールベ級で弩級戦艦に至り、13.4インチ砲搭載のプロヴァンス級で超弩級戦艦を保有し、つづいて建造したのがノルマンディー級戦艦である。
当時のフランスでは1912年3月30日付で成立した海軍法により、1922年までに戦艦及び巡洋戦艦計22隻を就役させることが決まった。第一次世界大戦前の1913年度計画において4隻と1914年度計画において1隻の計5隻の建造が決定した。1番艦「ノルマンディー」と2番艦「ラングドック」はロアール社サン・ナゼール造船所に、3番艦「フランドル」はブレスト海軍工廠に、4番艦「ガスコーニュ」はロリアン工廠、5番艦「ベアルン」はメディテラネ社ラ・セーヌ造船所にそれぞれ発注された。第一次世界大戦開戦に伴い陸戦兵器の製造が優先されて本級は建造中断、4隻が進水したもの、火砲は地上戦に転用された。
戦後に建造続行されたものの、ワシントン海軍軍縮条約によってノルマンディー級4隻は建造中止・解体されることが決まった。
1922年4月に除籍して1923年から1924年にかけて解体業者に売却処分に遇されたが、工期が遅かった5番艦のベアルンは船台をあけるために建造が継続され1920年4月に進水にこぎつけた。この時、フランス海軍はワシントン海軍軍縮条約で6万トンの航空母艦保有枠を得ていた。条約の規定により「ベアルン」の船体を用いて航空母艦として完成する事を決定したため、1923年に建造再開。航空艤装のテストを繰り返しつつ、1928年にフランス海軍初の空母として完成した。

## 艦形

本級の武装配置を示した図。

船体は船体の2/3まで船首楼が続く長船首楼型である。クリッパー・バウ型の艦首甲板から艦首副砲のケースメイトが設けられて乾板一段分上がって、「1912年型34cm（45口径）砲」を「四連装砲塔」に納めて1基を配置した。その背後に操舵艦橋を組み込んだ大型の装甲司令塔の上に測距儀が1基載る。
艦橋後部にはマストが建ち、その背後に1番煙突があり、艦載艇を吊り上げる二本のボート・ダビッドの基部も兼ねる。艦載艇は1番・2番煙突の周囲に並べられ、2番煙突の背後の船体中央部には単脚型の主マストが配置される。主マストの後ろに、後ろ向きに2番主砲塔、甲板一段分下がって後部甲板上に後ろ向きの3番主砲塔の順に配置された。主砲は計4連装3基の12門である。
副砲は前級同様のケースメイト式配置で1番主砲塔下の甲板に片舷3基ずつ6門、船体中央部に片舷6基12門、3番主砲塔下に片舷3基6門の計24門である。そのほかに対空火器として4.7cm単装高角砲を2番煙突の側面に片舷2基ずつ計4基。水線下に45cm水中魚雷発射管を単装で6門を搭載した。

## 武装

### 主砲塔
主砲は前級「プロヴァンス級」に引き続き採用された「1912年型34cm（45口径）砲」である。この時代の戦艦の主砲塔には連装式砲塔が主流であり、一部で三連装砲塔が運用されていたが、フランス海軍では更に四連装砲塔の開発を決定した。
主砲火力の増大は戦艦にとって必須事項であったが、それは砲塔を多数配置すればよいというものではなかった。漫然と主砲塔を甲板上に配置すれば、全長が長くなり装甲区画の増大につながった。全長短縮のために砲塔を背負い式にする様式もあったが重心が高くなって外洋航行時に横揺れが強くなり、復元率が悪化することで、どちらにせよ、継戦能力の問題から簡単に解決できなかった。
そこで、フランスは四連装砲塔を考案した。同じ口径の砲で連装砲塔（約1,030トン）で4基8門と四連装砲塔（約1,500トン）2基8門で同等の防御を施した場合、後者の方が連装砲塔1基分の重量を減らすことが出来た。この主砲塔を船体の前後中央部に間隔を開けて配置した。これは、砲塔の1基が被害を受けた時に、隣接されたもう1基も被害を受けにくくする工夫であった。俯仰能力は砲身を仰角18角から俯角5度まで自在に上下でき、どの角度でも装填が出来る自由角装填を採用した。
旋回角度は船体首尾線方向を0度として左右150度の旋回角度を持った。主砲身の俯仰・砲塔の旋回・砲弾の揚弾・装填は主に電力で行われ、補助に人力を必要とした。発射速度は毎分2発である。重量555kgの徹甲弾を、最大仰角18度で18,000mの距離まで届かせる能力を得ている。

## 副砲、その他備砲
副砲は前級に引き続き「M1910型 13.9cm（55口径）砲」を採用した。この砲は重量39.5kgの砲弾を仰角25度で射距離16,100mまで届かせることが出来た。これを単装砲で片舷にケースメイト配置で12基計24門を配備した。艦首方向に6門、舷側方向に4門、片舷方向に12門が指向できた。他に対水雷艇用にオチキス47mm単装速射砲を6基搭載した。対艦攻撃用に45cm水中魚雷発射管を単装で6基内蔵した。

## 機関

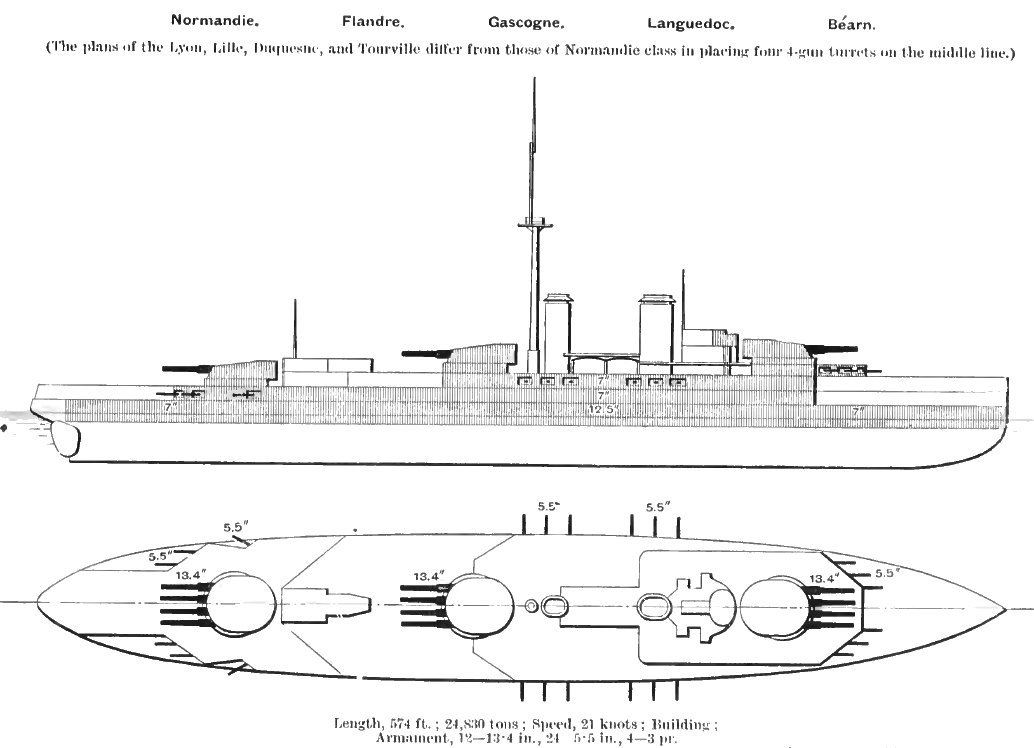
本級の武装・装甲配置を示した図。

機関は準弩級戦艦「ダントン級」から機関にタービン機関を採用し続けていたが、初期のタービンは燃料消費率が高く、大西洋での行動を考えた本級においては巡航用にレシプロ機関を採用することとした。理由としてこの時代の巡航用タービンは石炭消費量が多かったためである。しかし、これは艦隊側から評判が良くなくノルマンディー級戦艦5番艦「ベアルン」からはレシプロ機関を止めタービン機関に戻す予定であった。
重油・石炭混焼缶21基に直結タービン2基とレシプロ機関2基を組み合わせて4軸推進で最大出力32,000SHP、速力21ノット発揮する見込みであった。航続性能は最大速力21.0ノットで1,800海里、16ノットで3,375海里と計算された。

## 防御

本級の機関区防御を示した図。

防御方式はプロヴァンス級と同じく全体防御方式を採用しており、水線部に艦首から艦尾部までの舷側全体に装甲が張られた。水線中央部の1番から3番主砲塔の間が最厚部で280mmから300mmの装甲が張られており、主装甲部より上は240mm装甲が貼られていた。主装甲から艦首・艦尾にかけては180mmから130mmである。当時の水雷防御として水線下の水密隔壁に30mm装甲板が張られた。
主砲塔の前盾には340mmから250mmもの装甲が張られ、バーベット部も284mmである。甲板部の水平防御は三層全ての甲板に装甲が施され、船首楼甲板：30mm、第一甲板：40mm、主防御甲板は最上甲板に40mm～50mmと主甲板の平坦部に50～60mmで傾斜部は70mmである。水線下防御は舷側バルジからのばされた二重底で舷側から約3ｍはなれた箇所に10mm装甲板を3枚重ねた水雷防御隔壁が貼られた。

## 改良案
建造中にも設計変更案が次々と考案され、審議にかけられた。
主機を全基タービン機関とし新型ボイラー缶と組み合わせて出力80,000SHP・速力24ノットを発揮させる高速戦艦案やドイツのUボート対策に幅1mのバルジを追加する案、主砲塔の仰角を上げて射程を25,000mまで延伸させる案などが浮かんでは消えていった。
これらのアイディアは無駄になったわけではなく、戦間期に既存戦艦の近代化改装案として実用化されたものもあった。また本級が建造中止になったあと、保管されていた主砲はプロヴァンス級戦艦の改装に使用された。

## 同型艦
ノルマンディー Normandieサン・ナゼールの A & CH で建造。1913年4月18日に起工、1914年10月19日に進水、1924年に解体。
フランドル Flandreブレスト工廠で建造。1913年10月1日に起工、1914年10月20日に進水、1924年に解体。
ガスコーニュ Gascogneロリアン工廠で建造。1913年10月1日に起工、1914年9月20日に進水、1924年に解体。
ラングドック Languedocボルドーの FC デ・ラ・ジロンドで建造。1913年4月18日に起工、1916年5月1日に進水、1929年に解体。
ベアルン Bearnラ・セーヌのソシエテ・ヌーベル・デス・フォルジェス・エテ・シャンティールス・デ・ラ・メディテラーヌで建造。1927年5月、航空母艦として就役。1950年代前半に退役し、1967年に廃棄。

### 注
1. 1 2 3  佛國海軍は開戰時七十七萬噸を有したるが歐洲大戰中敵國の爲に約十二萬噸を喪失し四萬噸を獲得せるも平和克復當時の總噸數は六十八萬噸にて開戰時に比し一割二分の減少割合なり（中略）[4]　而も各艦級の最上艦は列強が數年以來就役せしめし最上艦に劣り之に加ふるに巡洋戰艦輕巡洋艦及び三十四粍（十一吋四）以上の砲熕を具備する戰艦は一も之を有せず驅逐艦に至りては目下英國驅逐隊の大部分を編成せる驅逐艦に及ばざること遠し尚佛海軍は開戰の當時造船臺上に三十四粍四聯装砲塔を備ふるノルマンヂー級戰艦五隻を有したるが是等戰艦の内四隻は進水せしも其砲熕は之を戰線に送りて使用汽罐は哨戒艦艇の艤装に用ひられたるを以て宣戰當時其儘否寧ろ當時より退歩せる状態にあり尚戰前（一九一二年）の海軍豫算案は前掲戰艦五隻の他に大正四年に建造すべき戰艦四隻及び高速巡洋艦若干隻の建造を計上したるが是等諸艦は一隻も起工の運びに至らざるに依り佛國海軍は戰時中の喪失艦船を償ふべきもの一隻もなし然るに米國は其艦隊の勢力を倍加し又伊太利は大戰中艦船若干を建造せし上墺國よりの押収に依り其戰艦數を増加せり即ち是等諸國は大戰の結果其海軍力を増大せるに反し獨り佛國海軍力の減少せるは同國により憂ふべき事實にして是正に重大なる佛海軍の危機と謂ふべし（東京）（記事おわり）
2. ↑  〔 超弩型艦 〕[9]（中略）佛國は一九一一 ― 一二年（明治四十四年 ― 大正元年）に、排水量二三,〇九五〇噸、速力二十節、兵装十二吋砲十二門 五吋半砲二十二門其の他を備ふる「ジャン・バール」級の四隻、一九一三年（大正二年）に、排水量二三,一七七噸、速力二十節、兵装十三,四吋砲十門 五吋砲二十二門其の他を備ふる「ロレーン」級の三隻を進水せしめ、昨年より本年に亙りて、排水量二四,八三〇噸、速力二十一節、兵装十三,四吋砲十二門 五吋半砲二十四門其の他を備ふる「ノルマンヂー」級の四隻と、排水量二五,二三〇噸なる「ヴオーデー」とを進水せしむる豫定である。（以下略）
3. ↑  軍縮条約でフランス海軍が保有を許されたのは完成して就役済みのダントン級戦艦、クールベ級戦艦、プロヴァンス級戦艦で、建造中の本級とリヨン級戦艦は解体されることになった（ワシントン海軍軍縮条約での各国保有艦艇一覧）[11]。